# Mesoleius insularis
Mesoleius insularis là một loài tò vò trong họ Ichneumonidae.